# Гамперле, Иван Францевич
Иван Францевич Гамперле (?—?) — преподаватель Императорского Харьковского университета.

## Биография
По национальности — немец. Родился в Праге, где окончил курс Пражского Главного училища, получил степень доктора общего права и в 1796 году стал «стряпчим Богемского королевства».
В 1803 году был приглашён в Харьковский университет первым попечителем Харьковского учебного округа графом С. О. Потоцким. Совместно с адъюнктами Лангом и Совиньи, он представил проект устройства особого приготовительного класса при университете для готовящихся к поступлению в университет; Гамперле преподавал в этом классе историю литературы и мифологию. В 1806 году он составил правила «Об обязанностях студентов» (Харьков, 1806). Также им был написан «Опыт судопроизводства для учащихся в Харьковском университете».
В качестве адъюнкта по кафедре политических наук и государственной экономии он преподавал в Харьковском университете «историю прав знатнейших и новейших народов», излагая в этом курсе историю римского права и государственное право.
В конце 1806 года Гамперле подал два доноса на профессора А. Дюгура: в одном он писал, что Дюгур не способен исполнять должность профессора, в другом обвинял его в подозрительных сношениях с Францией (в это время как раз только что было издано распоряжение, решительно запрещавшее всякие сношения с Францией). Секретное расследование, произведённое Харьковским губернатором, не подтвердило указанное в доносе и Гамперле 25 апреля 1807 года был исключён из университета. Уехав из России, он теме не менее продолжал беспокоить университет различными просьбами: то требовал свидетельства о своей службе в университете и выдачи ему 150 червонцев на выезд, то предлагал себя в члены-корреспонденты университета, то требовал деньги за свои рукописи. Сочинения его были ему возвращены, но во всех остальных просьбах Совет университета ему отказал.